# Alan Young
Alan Young (19. november 1919 – 19. maj 2016) var en engelsk-født amerikansk skuespiller og stemmeindlæser. Han var mest kendt for sin stemme rolle som Joakim von And i Rip, Rap og Rup på eventyr.